# Minna Saddle
Der Minna Saddle ist ein markanter, verschneiter und etliche Kilometer langer wie breiter Bergsattel an der Scott-Küste des ostantarktischen Viktorialands. Er verläuft zwischen den Osthängen des Mount Discovery und der Halbinsel Minna Bluff.
Die neuseeländische Mannschaft der Commonwealth Trans-Antarctic Expedition (1955–1958) benannte ihn in Anlehnung an die Benennung des Minna Bluff. Dessen Namensgeber ist Mary Anne Isabella Caroline „Minna“ Markham (1837–1919), Ehefrau von Clements Markham, der „grauen Eminenz“ der britischen Polarforschung.